# Státní svátky Německa

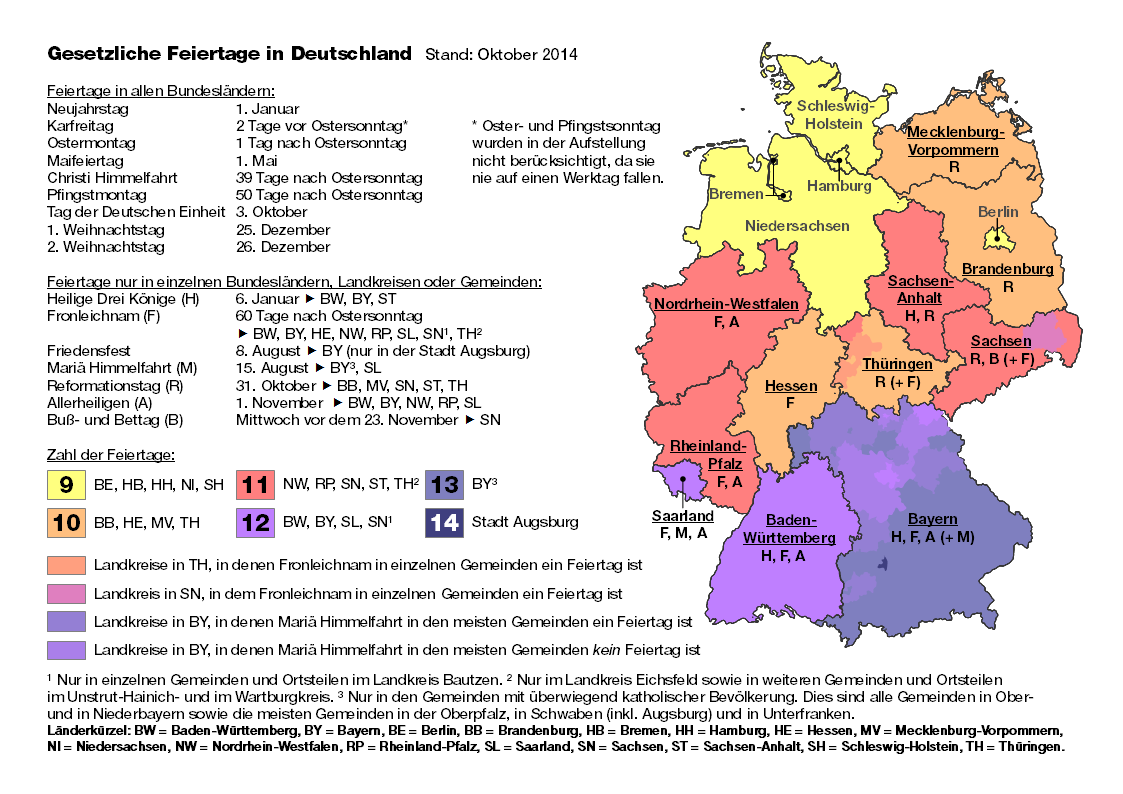
Obrázek se státními svátky

Státní svátky v Německu mohou být celostátní nebo i svátky jednotlivých spolkových zemí.

## Svátky (jako dny pracovního klidu) v SRN
- 1. ledna (Nový rok) Neujahr
- Velký pátek Karfreitag
- Velikonoce (neděle po prvním úplňku na jaře) Ostersonnta
- Velikonoční pondělí Ostermontag
- 1. května Svátek práce Maifeiertag, Erster Mai, Tag der Arbeit
- Nanebevstoupení Páně (čtvrtek, 40. den od Velikonoc) Christi Himmelfahrt
- Svatodušní svátky

• Letnice (neděle, 50. den od Velikonoc) Pfingstsonntag
• Svatodušní pondělí Pfingstmontag
- 3. října Den německé jednoty - výročí znovusjednocení Německa roku 1990 Tag der Deutschen Einheit
- poslední neděle církevního roku, což je neděle před prvním nedělím adventním Ewigkeitssonntag / Totensonntag
- 25. prosince 1. svátek vánoční Erster Weihnachtsfeiertag
- 26. prosince 2. svátek vánoční Zweiter Weihnachtsfeiertag

## Svátky (jako dny pracovního klidu) vSasku
- 31. října den reformace Reformationsfest
- Den pokání a modlitby (předposlední středa před první nedělí adventní) Buß- und Bettag

## Svátky (jako dny pracovního klidu) vBraniborsku
- 31. října den reformace Reformationsfest

## Svátky (jako dny pracovního klidu) vBavorsku
- 6.1. - Heilige Drei Könige - Tři králové
- Fronleichnam - Boží tělo - 60 dní po Velikonoční neděli
- 15.8. - Mariä Himmelfahrt - Nanebevzetí Panny Marie (V Bavorsku pouze v obcích s převážně katolickým obyvatelstvem.)
- 1.11. - Allerheiligen - Svátek Všech svatých

## Svátky (jako dny pracovního klidu) vDurynsku
- Fronleichnam - Boží tělo - 60 dní po Velikonoční neděli
- 31.10. - Reformationstag - Den reformace

## Ostatní a nestátní svátky
- 6. ledna svátek Tří králů (Zjevení Páně) Epiphanias (Heilige drei Könige)
- masopust/karneval (pondělí a úterý před Popeleční středou) Fasching/Karneval Rosenmontag und Faschingsdienstag
- Zelený čtvrtek Gründonnerstag
- (předposlední neděle před první nedělí adventní) Volkstrauertag
- 24. prosince Štědrý den Heiligabend
- 31. prosince Silvestr